# Grewia chungii
Grewia chungii là một loài thực vật có hoa trong họ Cẩm quỳ. Loài này được Merr. mô tả khoa học đầu tiên năm 1923.